# Весёлая бурёнка
Весёлая бурёнка (фр. La vache qui rit, с фр. — «Корова, которая смеётся» — аллюзия на название романа Виктора Гюго «Человек, который смеётся») — французский плавленый сыр, производимый группой компаний Bel Group. Завод в департаменте Юра был основан в 1865 году в городе Оржеле (Orgelet), затем фабрика появилась в городе Лон-ле-Сонье. Считается, что сыр «ла ваш ки ри» изобрёл владелец фабрики Леон Бель (Léon Bel), когда у него скопилось много нераспроданных остатков различных сыров. Впервые сыр был выпущен в 1921 году. Также это первый сыр, получивший национальный патент во Франции.

## Изготовление
Плавленый сыр изготавливается из сливок, молока, свежих и выдержанных сыров, а затем пастеризуется.

## Логотип
Логотип La vache qui rit и рисунок на упаковках плавленых сырков представляет голову коровы с серёжками в ушах в виде круглых коробок с сыром, на которых, в свою очередь, изображение той же коровы с серёжками и т. д. (эффект Дросте).
Первое изображение логотипа было выполнено самим Леоном Белем, изобретателем марки и владельцем фабрики. Рисунок смеющейся коровы был сделан по мотивам виденной им на грузовиках для перевозки мяса в годы Первой мировой войны эмблемы «La Wachkyrie», выполненной художником Бенжаменом Рабье (название обыгрывает слова «валькирия» и «vache qui rit»). В 1923 году по просьбе Беля Рабье переработал логотип. По просьбе жены Беля корове был придан более женственный облик — она приобрела красный цвет, в ушах появились серёжки.
С годами логотип трансформировался, но основа остаётся неизменной.

## Распространение в мире
Во всех странах название марки переводят на родной для покупателей язык. В России сыр продаётся под маркой Весёлая Бурёнка. Компания продаёт сыр более чем в 90 странах мира. Названия в разных странах:
- The Laughing Cow в англоговорящих странах
- Die lachende Kuh в немецкоговорящих странах кроме Швейцарии, где сыр продаётся под названием La vache qui rit
- البقرة الضاحكة (Al-Baqara Ad-Dahika) в арабоговорящих странах (часто также продаётся под французским названием, La Vache Qui Rit)
- Veselá kráva в Чехии
- Krówka Śmieszka в Польше
- La vaca que ríe в испаноговорящих странах
- A vaca que ri в странах с основным португальским языком
- Con bò cười во Вьетнаме
- Весела Корівка на Украине
- Весёлая Бурёнка в России
- Den Skrattande Kon в Швеции
- Den leende ko в Дании
- La Vache Qui rit в Бельгии
- La Vache Qui rit в Греции
- Η Αγελάδα που Γελά (I Agelada pou Yela) на Кипре
- La Vache Qui rit Gülen İnek в Турции
- La Vache Qui Rit в Канаде
- 乐芝牛 в Китае
- 笑牛牌 в Гонконге
- Ilay omby vavy mifaly на Мадагаскаре
- La vache qui rit во Франции
- ラフィングカウ (Rafingu Kau) в Японии, (ранее «Warau Ushi» 笑う牛)
- La Mucca che ride в Италии